# Partit Comunista del Nepal (Marxista)
El Partit Comunista del Nepal (Marxista) o Communist Party of Nepal (Marxist) fou un partit polític del Nepal sorgit de la unió del Partit Comunista del Nepal (Pushpa Lal) i el Partit Comunista del Nepal (Manmohan).
Fou membre del Front Unit de l'Esquerra el 1989. El 1990 una facció coneguda per Partit Comunista del Nepal (Janamukhi) es va unir al Partit Comunista del Nepal (Mashal) i van formar el Partit Comunista del Nepal (Centre d'Unitat).
El 1991 el Partit Comunista del Nepal (Marxista) es va unir al Partit Comunista del Nepal (Marxista-Leninista) o Communist Party of Nepal (Marxist-Leninist) i es va formar el Partit Comunista del Nepal (Unificat Marxista-Leninista) o Communist Party of Nepal (Unified Marxist-Leninist), però una facció, en desacord amb la unió va reconstituir el Partit Comunista del Nepal (Marxista) que encara existeix.